# Coluna rostral de Caio Duílio
Coluna rostral de Caio Duílio (em latim: Columna Rostrata C. Duilii) era uma antiga coluna comemorativa que ficava no Fórum Romano e da qual restam apenas a base e a inscrição. Ela é chamada de "rostral" por ter sido decorada com a rostra (plural de rostrum, "rostro", aríete existente nos navios de guerra da época). Ela ficava perto da Rostra imperial, mas era muito mais antiga, na direção do Volcanal. Ela foi construída durante o triunfo do general Caio Duílio, o primeiro romano a vencer uma batalha naval — a Batalha de Milas (260 a.C.), no começo da Primeira Guerra Púnica. 
A base da coluna foi reformada na época de Augusto e a antiga inscrição foi copiada. A coluna se perdeu ainda na Antiguidade, mas a base foi recuperada no século XVI perto do Arco de Sétimo Severo, ainda no local original. Hoje ela está preservada nos Museus Capitolinos.